# Белоцерковский, Элиав
Элиав Белоцерковский (ивр. אליאב בלוצרקובסקי‎, род. 13 декабря 1969, Кишинёв, Молдавская ССР) — израильский дипломат. Посол Израиля на Украине (2014—2018), посол в Армении и Молдавии (с 2019), временный поверенный в делах Израиля в России (с марта 2020).

## Биография
Элиав Белоцерковский родился 13 декабря 1969 году в Кишинёве.
Получил степень бакалавра по специальности «Международные отношения и Дальний Восток» в Еврейском университете в Иерусалиме. Затем защитил степень магистра по программе международного менеджмента Бостонского университета в Израиле.
Дипломатическую карьеру начал в 1996 году в Министерстве иностранных дел Израиля. С 1996 по 1998 год работал помощником заместителя генерального директора по экономическим вопросам Министерства иностранных дел Израиля. После этого, с 1998 по 2001 год был первым секретарём Посольства Израиля в Сингапурe. Затем с 2001 по 2003 год был заместителем Посла Израиля на Кипре. С 2003 по 2007 год работал замдиректором Департамента Евразии в Министерстве иностранных дел Израиля. Впоследствии с 2007 по 2011 год был заместителем Посла Государства Израиль в Индии. С 2011 по 2014 год работал директором по экономическим связям с Китаем и Индией. С 2014 года стал Чрезвычайным и уполномоченным послом Израиля на Украине. 27 августа 2014 вручил копии верительных грамот заместителю министра иностранных дел Украины Даниил Лубкивский. 11 сентября 2014 вручил верительные грамоты Президенту Украины Петру Порошенко. Участвовал в iForum-2015. 9 июля 2019 года вручил верительные грамоты президенту Армении Армену Саркисяну.